# Manfred Schmorde
Manfred Schmorde (* 18. September 1946 in Großsteinberg) ist ein ehemaliger Ruderer aus der Deutschen Demokratischen Republik, der 1972 eine olympische Bronzemedaille mit dem Achter gewann.
Manfred Schmorde begann als Fußballer und wurde wegen seiner Größe von 1,92 Meter für das Rudern entdeckt. Er ruderte für den SC Dynamo Berlin, wo er unter Elmar Antony trainierte. 1970 gewann er zusammen mit Hartmut Schreiber und Reinhard Zahn bei den DDR-Meisterschaften im Zweier mit Steuermann. Vor den Weltmeisterschaften im kanadischen St. Catharines ersetzte Klaus-Dieter Ludwig Reinhard Zahn als Steuermann, Schreiber, Schmorde und Ludwig gewannen die Silbermedaille hinter dem rumänischen Boot. 1971 stellt Antony einen neuen Vierer mit Steuermann zusammen: Harold Dimke als Schlagmann, Manfred Schneider, Manfred Schmorde, Hartmut Schreiber und Steuermann Dietmar Schwarz gewannen nicht nur bei den DDR-Meisterschaften, sondern belegten auch bei den Europameisterschaften in Kopenhagen den zweiten Platz hinter dem westdeutschen Bullenvierer mit Peter Berger am Schlag.
1972 wechselte der komplette Vierer in den Achter, der bei den Olympischen Spielen auf der Regattastrecke Oberschleißheim in der Besetzung Hans-Joachim Borzym, Jörg Landvoigt, Harold Dimke, Manfred Schneider, Hartmut Schreiber, Manfred Schmorde, Bernd Landvoigt, Heinrich Mederow und Dietmar Schwarz antrat. Der Achter belegte im Vorlauf den dritten Platz hinter den Booten aus der Sowjetunion und aus den Niederlanden, gewann aber sein Halbfinale vor den Booten aus der Sowjetunion und aus den Vereinigten Staaten. Im Finale siegten die Neuseeländer, mit sechs Hundertstelsekunden Rückstand auf die Vereinigten Staaten erruderten die DDR-Ruderer die Bronzemedaille.
Manfred Schmorde ist gelernter Maurer, er war später als Schiffsführer, Kraftfahrer und Sportwart beschäftigt.